# Adel (Iowa)
Adel è una città degli Stati Uniti, capoluogo della Contea di Dallas, nello Stato dell'Iowa.

## Geografia fisica
Adel ha una superficie di 8,5 km2. Le città limitrofe sono: Redfield, De Soto, Waukee, Earlham e Minburn. Adel è situata a 272 m s.l.m.

## Società

### Evoluzione demografica
Al censimento del 2000, Adel contava 3.435 abitanti e 1.369 famiglie. La densità di popolazione era di 404,11 abitanti per chilometro quadrato. Le unità abitative erano 1.419, con una media di 166,94 per chilometro quadrato. La composizione razziale contava il 97,76% di bianchi, lo 0,15% di afroamericani, lo 0,17% di nativi americani, lo 0,41% di asiatici e lo 0,52% di altre razze. Gli ispanici e i latini erano l'1,28% della popolazione residente.
| Anno | Abitanti |
| ---- | -------- |
| 1860 | 466      |
| 1870 | 711      |
| 1880 | 989      |
| 1890 | 995      |
| 1900 | 1.213    |
| 1910 | 1.289    |
| 1920 | 1.455    |
| 1930 | 1.669    |
| 1940 | 1.740    |
| 1950 | 1.799    |
| 1960 | 2.060    |
| 1970 | 2.419    |
| 1980 | 2.846    |
| 1990 | 3.304    |
| 2000 | 3.435    |